# Margattea crucifera
Margattea crucifera är en kackerlacksart som först beskrevs av Hanitsch 1925.  Margattea crucifera ingår i släktet Margattea och familjen småkackerlackor. Inga underarter finns listade i Catalogue of Life.